# Dasseler Becken
Das Dasseler Becken, auch Dasseler Börde oder Dasseler Senke, ist ein Becken bei Dassel in Niedersachsen.

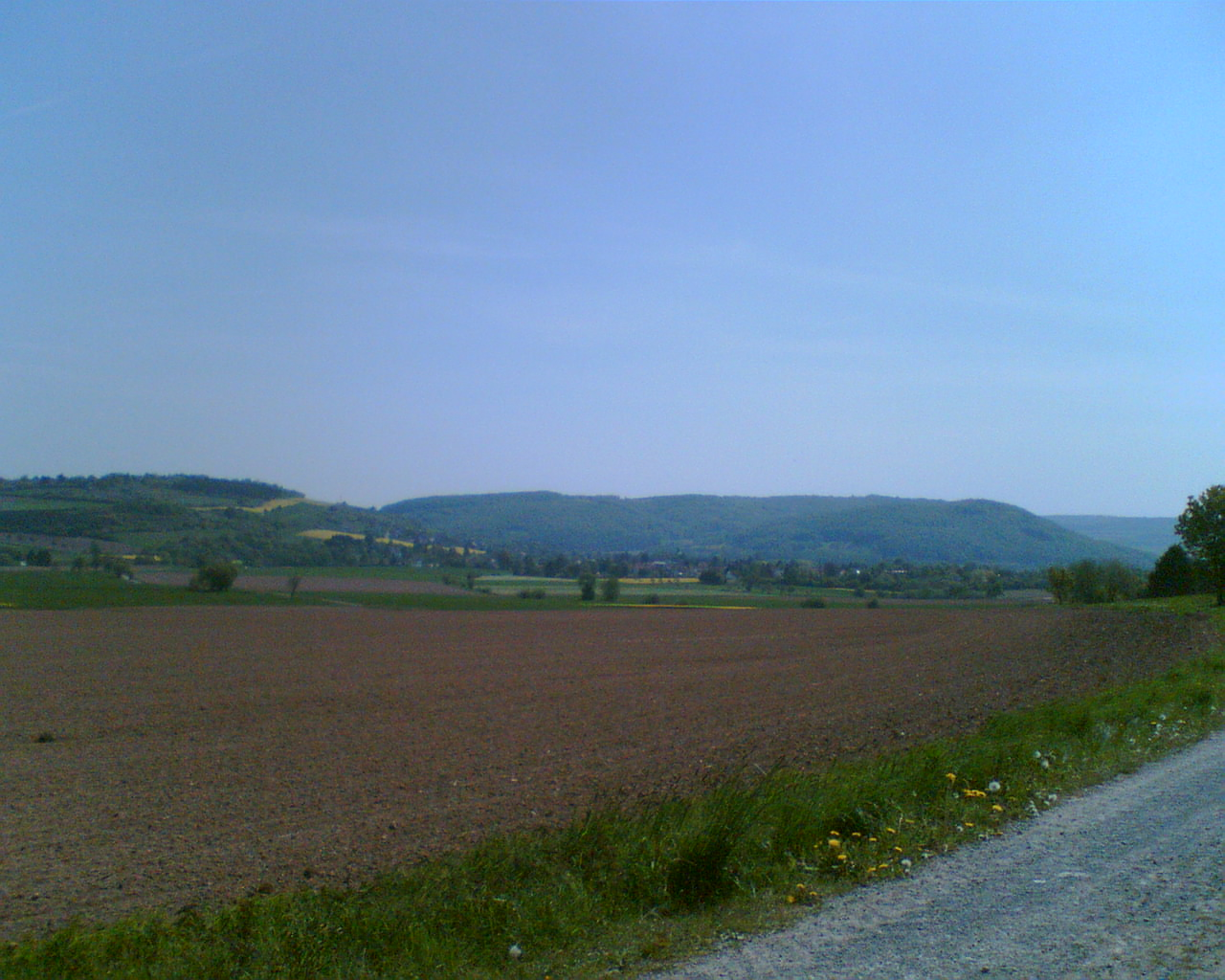
Die Dasseler Börde nördlich von Dassel, links der Bierberg, rechts der Ellenser Wald

## Begriff
Nach dem Stand der Forschung kann unterschieden werden zwischen der Beckenlandschaft im weiteren Sinne und der Börde im engeren Sinne. Wegen der kleinräumig komplexen Geomorphogie kann die genaue Abgrenzung nur per Definition erfolgen.

### Dasseler Becken
Beim Dasseler Becken handelt es sich um eine fast geschlossene Hohlform, deren Rand von den Gipfeln der umgebenden Berge gebildet wird. Somit dient die Wasserscheide als Bezugslinie.

### Dasseler Börde
Bei der Dasseler Börde handelt es sich um die fruchtbare Börde bis zum Waldrand der umgebenden Berge. Flächenmäßig macht sie etwa ein Drittel des Beckens aus.

## Geografie

### Lage
Im Osten des Gebietes sind die Amtsberge, der Bierberg und der Ellenser Wald die begrenzenden Erhebungen. Die nördliche Begrenzung bilden der Holzberg und der Heukenberg, während im Westen und Süden der Solling im Bereich des Großen Ahrensberges den Abschluss bildet. Der etwa 135 km2 große Raum weist um Hilwartshausen ein ausgeprägtes Nebental auf. Der tiefste Punkt des Beckens liegt mit ca. 145 m am Gelände der Paul-Gerhardt-Schule Dassel, der höchste der umgebenden Höhenzüge ist mit rund 528 m ist die Große Blöße. Die wesentliche Talsohle liegt um 200 m hoch.

### Naturräumliche Zuordnung
In der naturräumlichen Gliederung Deutschlands auf Blatt 99 Göttingen wird das Dasseler Becken nicht als eigener Naturraum ausgewiesen und liegt am Rand des Kern-Sollings (Einheit 370.0, Haupteinheit 370 Solling, Bramwald und Reinhardswald). Amtsberge, Holzberg und Ellenser Wald sind dort wiederum als Naturraum Amtsberge (371.04, Haupteinheit 370 Sollingvorland) zusammengefasst. Das Becken ist jedoch durchaus als eigener Naturraum interpretierbar.

## Boden
Das Dasseler Becken weist durch seine Lössbodenstruktur die Charakteristik einer Bördelandschaft auf. Mehrere andere derartige Landschaften liegen nördlich der Mittelgebirgsschwelle, sind aber meist weitläufiger. Der nördliche Teil der Senke wird durch den Spüligbach entwässert, der südliche Teil durch die Ilme und einige ihr zufließende Bäche wie den Bremkebach und den Schlingenbach.

## Geologie
Es handelt sich um ein Gebiet geologischen Übergangs zwischen Buntsandsteinuntergrund des Sollings im Westen und dem Muschelkalkgestein der infolge Reliefumkehr entstandenen Vorberge im Osten. Seine Entstehung ergibt sich aus der Bildung des sich östlich anschließenden Einbeck-Markoldendorfer Beckens.

## Besiedlung

### Gegenwart
Um die Stadt Dassel herum liegen die eingemeindeten Dörfer Hilwartshausen, Mackensen, Relliehausen sowie Sievershausen einschließlich der Ortslagen Friedrichshausen und Abbecke in diesem Gebiet. Während diese Orte sich wie ca. 80 % der Gesamtfläche im Landkreis Northeim befinden, gehören die am nördlichen Beckenrand liegenden Orte Denkiehausen, Heinade, Hellental und Merxhausen zum Landkreis Holzminden.
Rund zwei Drittel des Beckens sind praktisch frei von Siedlungen und werden als Forst genutzt. Dort gehören Teilbereiche in Grenzlagen der Wasserscheide zum gemeindefreien Gebiet des Sollings, etwa im Bereich des Neuen Teiches. In dem übrigen Drittel, der eigentlichen Börde, wird der fruchtbare, in der Eiszeit entstandene und von Parabraunerde überlagerte Lössboden heute, soweit nicht überbaut, als Ackerland intensiv landwirtschaftlich genutzt.

### Geschichte
Menschliche Nutzung fand das Gebiet durch Jäger und Sammler bereits in der Mittelsteinzeit, nachdem milderes Klima nach der Weichsel-Kaltzeit für verbesserte Lebensbedingungen gesorgt hatte. Spuren ihrer Lagerstätten wurden vorwiegend südlich des Bremkebaches bis zum Waldrand des Sollings nachgewiesen und umfassen Feuerstellen und aus Feuerstein hergestellte Scheibenbeile. Bislang wurden keine Spuren der Bandkeramischen Kultur gefunden, die der Sammlerkultur nachfolgte. Derartige Spuren früher Hausbauten oder Keramik-Scherben wurden aber im Leinegraben gefunden, was so gedeutet wird, dass erste Übernutzungserscheinungen zu einer Verlagerung der Siedlungen vom Waldrand in die Täler der Flüsse beigetragen haben könnten.
Im Mittelalter entwickelten sich erste Gehöfte zu Haufendörfern weiter. Einen bemerkenswerten Höhepunkt der Besiedlung erlebte die Gegend im Hochmittelalter, als unter der Herrschaft der Grafen von Dassel neben den heutigen Dörfern weitere Ansiedlungen entstanden. Diese fielen allerdings noch im Mittelalter, als um die Stadt Dassel Schutzmauern errichtet wurden, wieder wüst. Im 14. Jahrhundert wurde die Landschaft erstmals schriftlich erwähnt in einem Güterverzeichnis des Klosters Lippoldsberg als „Desselsgen Borde“. In diesem Zeitraum wurde Sievershausen in für die Gegend untypischer Weise als Straßendorf angelegt. Mit Hellental und Abbecke wurden letztmals im ausgehenden 18. Jahrhundert Ortschaften gegründet.
Der Versuch, alle in diesem Gebiet liegenden Ortschaften zu einer politischen Einheit zusammenzufassen, ist bislang nur ein Mal unternommen worden, als zwischen 1809 und 1813 unter der Regentschaft Königs Hieronymus Napoleon mit Ausnahme von Heinade alle in dem Becken liegenden Orte im Kanton Dassel zusammengefasst waren.

## Gaußsteine

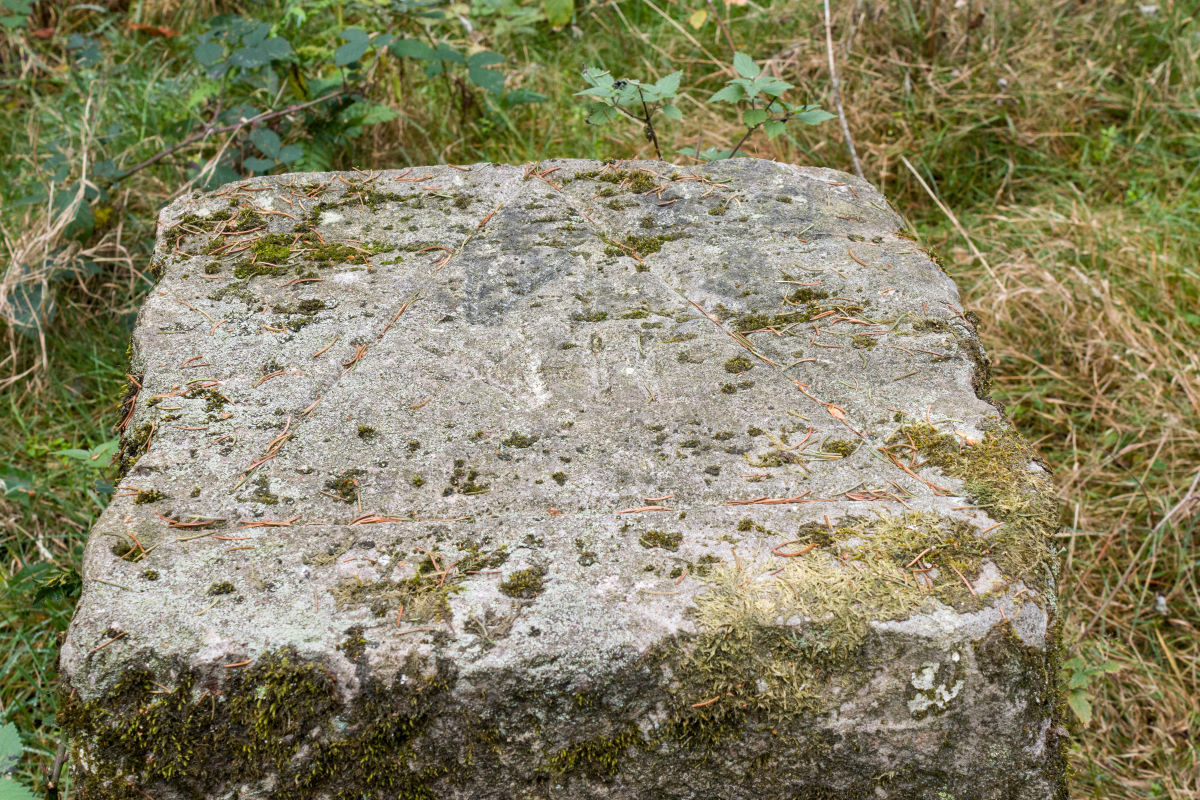
Ein Gaußstein westlich von Sievershausen

Die genaue Grenzlinie des Beckens ist die jeweilige Kammlinie der Berge, die das Becken umgeben. Einer der Punkte auf dieser Linie, der südöstlichste Grenzpunkt des Dasseler Beckens, ist durch einen Gaußstein markiert. Er befindet sich auf der Erhebung Wolfsstrang. Diesen ließ der Mathematiker und Geodät Carl Friedrich Gauß um 1820 zu Zwecken der Landesvermessung errichten, als er im Auftrag von König Georg IV. das Königreich Hannover vermaß. Die Ergebnisse seiner Arbeiten flossen in das Kartenwerk der Gaußschen Landesaufnahme ein.
Ein weiterer Gaußstein ist unweit nordwestlich davon positioniert, wenige Meter neben einem historischen Taufstein. Dieser markiert den Standort eines ehemaligen Rinderstalles, der zuvor von Johannes Krabbe in seiner Sollingkarte als „Dasseler Vihe Stall“ gekennzeichnet worden war und in dem der Pastor Hummel der St.-Laurentius-Kirche Kinder der Hirtenfamilie getauft hatte.

## Naturschutz
In dem Becken liegen die Naturschutzgebiete Friedrichshäuser Bruch und Heukenberg. Außerdem gehören Teilbereiche der Naturschutzgebiete Eichenhudewälder bei Lauenberg, Hellental und Holzbergwiesen dazu. Auch das Vogelschutzgebiet Solling ragt in das Becken hinein. Für einige kleinere Waldflächen und Bachläufe gilt die FFH-Richtlinie. Zudem ist der bewaldete Teil des Sollings als Landschaftsschutzgebiet ausgewiesen.

## Aussichtspunkte

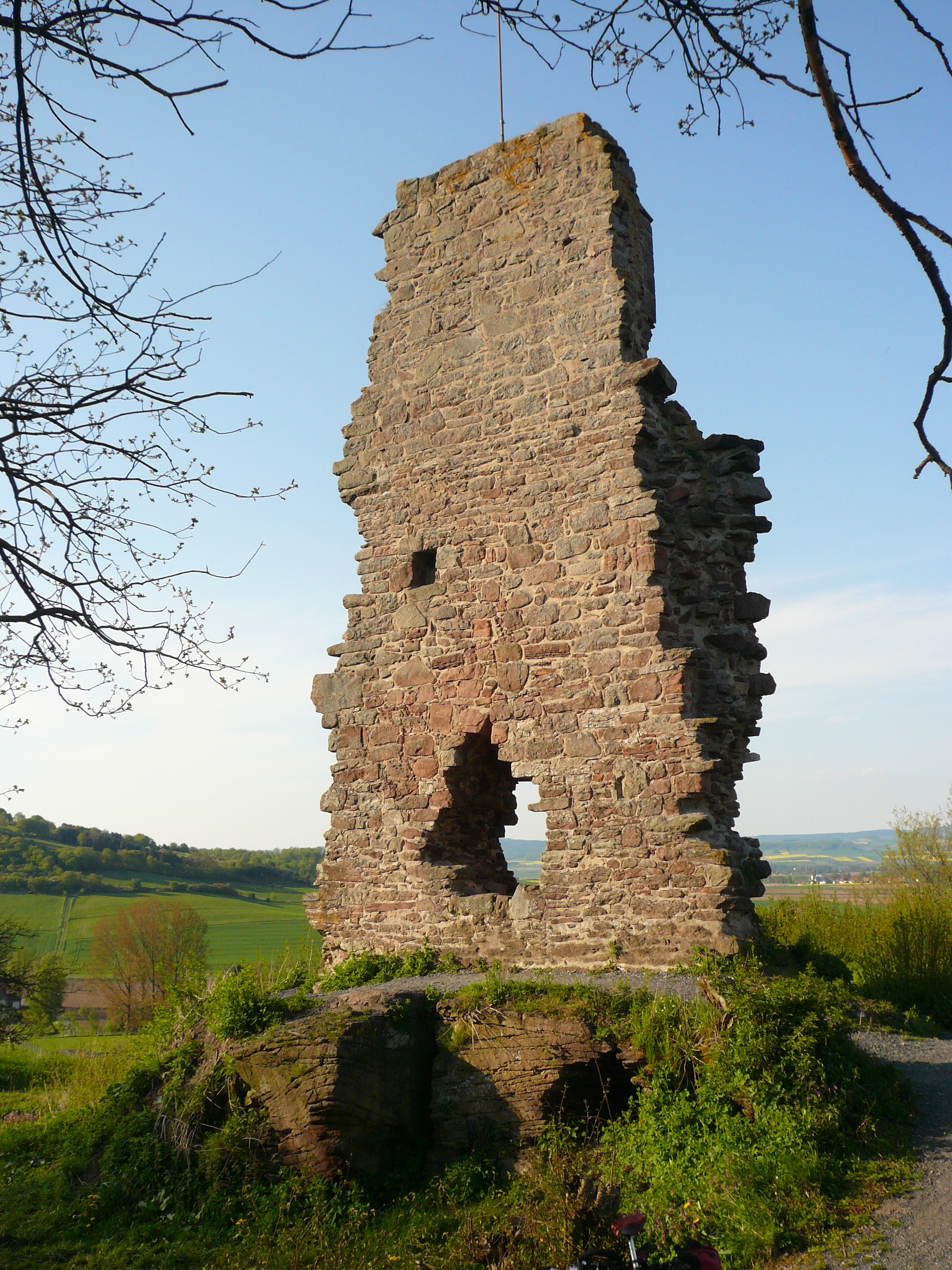
Aussichtspunkt bei Lauenberg, links Ausläufer des Ellenser Waldes

Der Landschaftsraum ist von zahlreichen Stellen der einrahmenden Höhenzüge einsehbar. Die Gipfel der Höhenzüge sind jedoch in der Regel bewaldet, sodass dort der Waldrand jeweils den höchstgelegenen Ausblick ermöglicht. Besonders markante Aussichtspunkte sind:
- der Standort der Drei Linden mit unmittelbarem Blick auf die für die Landschaft namensgebende Stadt Dassel,
- der Platz der Burgruine Löwenburg ist einer der wenigen Punkte, von dem aus sowohl das Dasseler Becken als auch das Einbeck-Markoldendorfer Becken einsehbar ist,
- die Ortslage Abbecke ist einer der höchsten besiedelten Orte des Sollings, sodass die Wanderwege am Wald, die teilweise zugleich zur Mountainbikeregion Solling-Vogler gehören, freien Blick auf den südlichen Teil der Landschaft erlauben.